# Èl
| אל |

Le terme ʾēl, courant dans les cultures antiques du Moyen-Orient, évoque la force, la puissance, le pouvoir. Il y fut dès la plus haute antiquité attribué aux héros, aux nombreux dieux des polythéistes, puis au Dieu unique des monothéistes. La langue hébraïque utilise ce terme sous différentes formes pour exprimer soit des notions ordinaires de la vie courante, soit un attribut de l'Être Suprême au Nom ineffable (הַשֵׁם haShem), révélé par un Verbe (יהוה YHWH) à Moïse.

## Racine lexicale
| אל |

Les mots du lexique hébraïque se construisent sur une racine généralement trilitère, composée de trois consonnes non vocalisées. Quelques racines plus rares sont bilitères, car composées de deux consonnes seulement. La racine bilitère du mot אֵל (ʾēl), sans voyelle, se réduit à אל (ʾ l) orthographiée dans le petit cadre ci-dessus en lettres hébraïques assyriennes dites aussi lettres carrées. La racine est l'élément du mot qui en porte la valeur sémantique. Le sens général de la racine אל (ʾ l) en hébreu est celui de force, de pouvoir, de puissance.
Des deux consonnes א (aleph) et ל (lamed) qui constituent cette racine, l'initiale א (aleph transcrite ici par le caractère ʾ ) est difficilement prononçable par un locuteur francophone. Ce coup de glotte est familier des arabophones, qui le transcrivent à l'aide du caractère arabe nommé ﻫﻤﺰﻩ hamza. L'expression phonétique de cette consonne, morphologiquement très importante en grammaire hébraïque, ressemblait dans l'antiquité à une forte toux, qui s'amenuisa au fil des temps en faible blocage de la glotte semblable à celui formé par les anglophones prononçant ʾorange. Les juifs sépharades maintinrent jusqu'aujourd'hui cette prononciation, totalement escamotée par les israéliens contemporains qui la réduisent à un hiatus lorsqu'elle se situe entre deux voyelles.
La prononciation antique de l'initiale א, semblable au bref éclat d'une forte toux, donnait au mot אֵל (ʾēl) une sonorité très puissante qui renforçait admirablement sa valeur sémantique de pouvoir fort et puissant. Cette nuance dynamique se retrouve dans tous les mots hébreux dérivés de la racine אל (ʾ l).

## Mots grammaticaux
La vocalisation d'une racine est la prononciation des consonnes à l'aide de voyelles qui ne sont en principe jamais notées par l'écriture hébraïque. Dans un but didactique les anciens massorètes inventèrent un système de points placés en marge du texte, qui indique au lecteur la vocalisation précise à utiliser. La catégorie et le sens d'un mot peuvent varier en fonction des voyelles utilisées.
| אֵל |

Une première vocalisation possible de אל (ʾ l) est celle déjà mentionnée qui transforme cette racine en thème nominal אֵל (ʾēl). Lorsque ce thème nominal est grammaticalement complété pour former un nom, dont la forme au pluriel devient אֵלִים (ʾēlim), il peut servir d'attribut à d'autres noms, propres ou communs. Lorsqu'il fonctionne comme adjectif, il peut devenir épithète d'un nom et se traduit par fort ou puissant. 
| אַל |

Vocalisée אַל (ʾal) la racine en épigraphe devient une particule négative héritée du chaldéen. Dans ce petit mot grammatical la puissance de אל (ʾ l) devenu אַל (ʾal) se nuance, et se spécialise sémantiquement en un pouvoir d'interdiction dont la force provient d'un état d'esprit prévenant. Le verbe qui suit la négation אַל (ʾal) se conjugue à l'imperfectif.  Peux-tu ne pas te mettre à parler traduit littéralement l'expression אַל תְּדַּבֵּר (ʾal tədabbēr) qui exprime un pouvoir de persuasion, et non l'impératif grossier qui écraserait celui qui, tel un fils, reçoit de son père un conseil plein de force et de courtoisie.
| אֶל |

Un (è) bref permet de vocaliser une préposition אֶל (ʾel). Lorsque cette préposition accompagne un verbe qui exprime un mouvement, אֶל (ʾel) signale le pouvoir d'approximation de ce mouvement, et sa direction. Le français utilise en ce cas la préposition vers. La section de phrase וַיָבֹא אֶל-הַר se traduit et il se prépare à venir vers la montagne. Pour bien rendre le sens originellement dynamique de אֶל (ʾel), la traduction et il se prépare à venir (en s'efforçant vers) la montagne conviendrait mieux.
Lorsqu'elle précède un verbe ne marquant aucun mouvement, elle signale une forte proximité, ce que le français traduit par près de.

## Verbes
Cinq thèmes verbaux se construisent sur une racine trilitère dont les deux premières consonnes sont אל (ʾl). 
| אָלָה |

## Tanakh
Le mot El dans le Tanakh est un mot générique signifiant « dieu » qui peut être utilisé pour n'importe quel dieu. Ce mot apparait 217 fois dans les textes masorétiques : 73 fois dans les Psaumes et 55 fois dans le Livre de Job. Il apparait quelquefois avec l'article défini sous la forme hà'El (Le Dieu), par exemple dans Samuel 22.31, 33-48. En certains passages, le mot El réfère explicitement à des dieux étrangers (Psaumes 44.20; 81.9, Hébreux 44.21; 81.10), Deuteronome 32.12 et Malachie 2.11).
La plupart des théologiens du Tanakh considèrent que les noms El, Elohim, quand ils sont utilisés au singulier, signifient « Le Dieu Suprême » et réfèrent au même Être que le mot Yahweh. C'est sous le nom d'El Shaddai que Dieu s'est révélé à Abraham. Cf. Exode 6.2-3 : « Je me suis révélé à Abraham, Isaac et Jacob comme El Shaddai, et n'était pas connu d'eux par mon nom de Yahweh ».
D'après certains historiens, « il semble à peu près certain que le Dieu des Juifs a évolué graduellement depuis le dieu de Canaan El, qui était selon toute vraisemblance le Dieu d'Abraham, c'est-à-dire Elohim, prototype de Yahveh ».